# Tihuashi
Un tihuashi (chinois simplifié : 题画诗 ; chinois traditionnel : 題畫詩 ; pinyin : tíhuàshī ; litt. « poème du sujet de la peinture ») est un poème, souvent court, accompagnant les peintures dans la peinture chinoise traditionnelle.